# Elimelech Menachem Mendel Landau

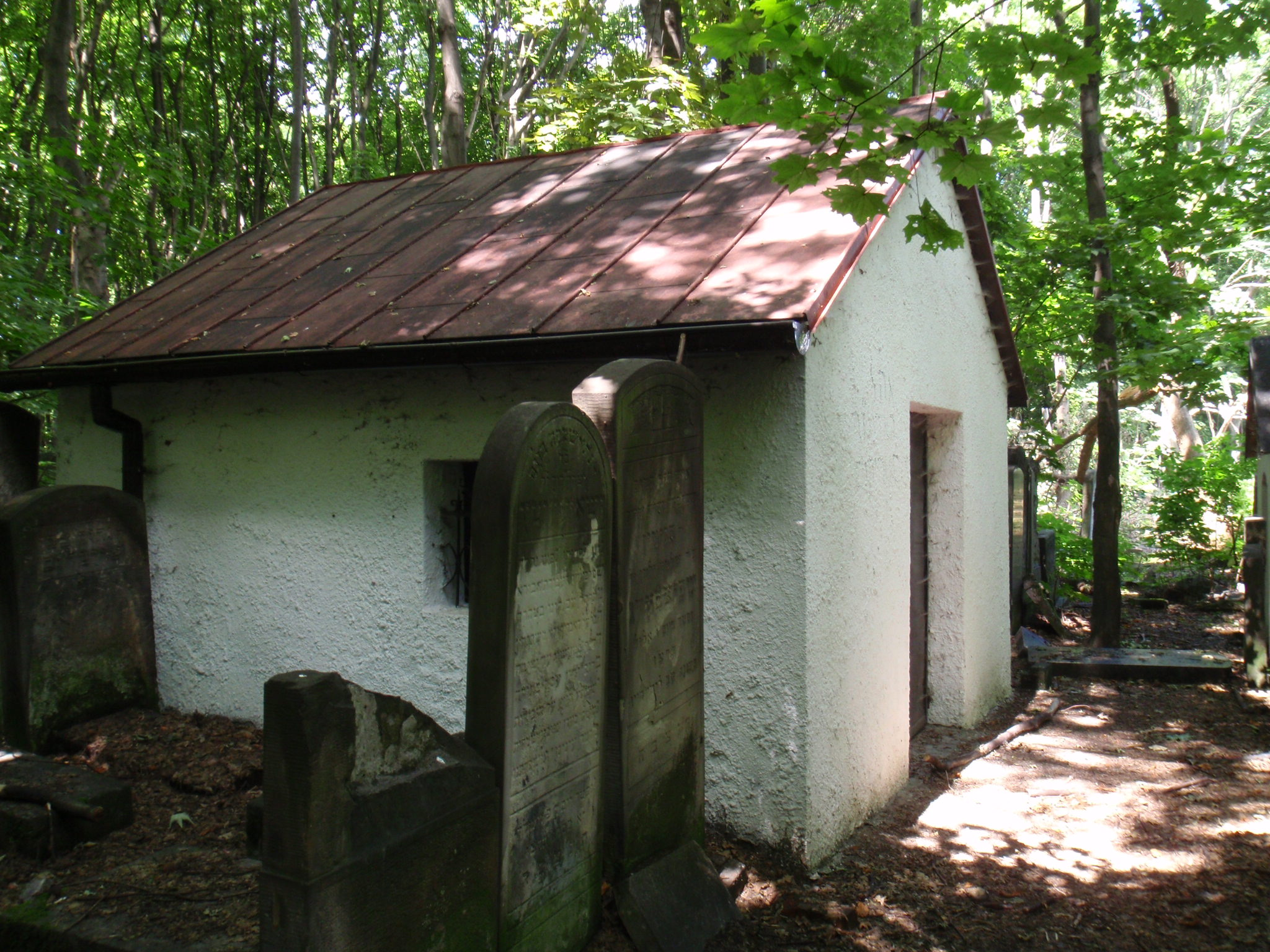
Ohel Elimelecha Menachema Mendla Landaua na cmentarzu żydowskim w Warszawie

Elimelech Menachem Mendel Landau (jid. אלימלך מנחם מנדל לאנדא; zm. 12 lutego 1936 w Otwocku) – rabin chasydzki, cadyk ze Strykowa.
Był synem Dow Berisza z Białej. Początkowo aktywny w Zduńskiej Woli. Od 1910 był cadykiem w Strykowie. Zmarł w Otwocku. Jest pochowany w ohelu na cmentarzu żydowskim przy ulicy Okopowej w Warszawie (kwatera 73).
Jego synem był Jaakow Jicchak Dan Landau (1882–1943), cadyk w Zgierzu.